# Obád
Obád (románul és németül Obad, helyi román nevén Obădu) falu Romániában, a Bánságban, Temes megyében.

## Fekvése
A Holt-Temes partján, Csákovától 3 km-re északkeletre, Temesvártól 24 km-re dél–délnyugatra fekszik.

## Nevének eredete
A középkori Jobbágy névből (1214/1550, Ioubag, 1332–1337, Jobaag) a románban előbb Obaci (1700 után, Obács), majd Obad lett (1723–1725, Obadie). A helységnévrendezés alatt a vármegye és a község közös tiltakozásának köszönhetően tarthatta meg nevét a megállapított Óhát helyett.

## Története
1403-ban a lázadó erdélyi vajdák elrendelték Treutel Miklós erődített udvarházának lerombolását. 1478-ban pusztaként említették. A 16. században a Csákiak újjáépítették az erősséget.
1717-ben hatvan házból állt, román lakói főként szarvasmarhatartással foglalkoztak. 1778-tól az újjászervezett Temes vármegyéhez tartozott.
1859-ben települt le az első német, Anton Staszny tiszttartó. 1861-ben Torontál vármegyei németek és néhány párdányi magyar család költözött be Eszterházy Alajos birtokára és az első három sváb család által vásárolt földekre. A románok és a svábok között előbb a közös legelő- és temetőhasználat miatt alakult ki konfliktus, majd a határ tagosításának 1865-ös megkezdése után a svábok elhagyták a falut. 1866 és 1868 között Staszny újabb németeket telepített be Nagytószegről, Jánosföldéről, Zsombolyáról és Porgányból. 1871-ben német nyelvű római katolikus iskola működött benne.
1886-ban az állam bikanevelő telepet alapított. A 20. század elején magyar tannyelvű fiú- és leányiskola és téglagyár is működött faluban. 1913-ban kisközségből nagyközséggé alakult. Az 1940-es években a háború és az kitelepítések felszámolták sváb közösségét. A háború után kétszáz román telepest költöztettek a faluba.

## Lakossága
1900-ban 1003 lakosából 534 volt román, 407 német, 49 cigány és 11 magyar anyanyelvű; 582 ortodox és 417 római katolikus vallású.

2002-ben 598 lakosából 587 volt román és 7 magyar nemzetiségű; 470 ortodox, 109 pünkösdista és 11 római katolikus vallású.

## Külső hivatkozások
- Az Obádról elszármazott németek honlapja (németül)
- A római katolikus templom orgonája (németül)